# André Lussier (psychanalyste)
Pour les articles homonymes, voir André Lussier et Lussier.
André Lussier, né à Montréal le 11 août 1922 et mort le 28 novembre 2016, est un psychanalyste, un professeur de psychologie émérite et un écrivain canadien. Il a été l'élève d'Anna Freud et de Donald Winnicott. Contributeur de la théorie des perversions, il s'est également illustré comme acteur significatif de la lutte contre la censure (Cité libre) pendant la « révolution tranquille » québécoise. Il est considéré comme l'un des pionniers du déploiement de la psychanalyse au Canada.

## Biographie
André Lussier est le onzième d’une famille de douze enfants. Il fait ses études classiques au Collège Sainte-Marie puis est admis, en 1944, à l’Institut de psychologie qui deviendra plus tard (en 1972) le département de psychologie de l'Université de Montréal. Lussier termine sa maîtrise en 1947, puis travaille pendant trois ans au Centre d'orientation pour la rééducation des enfants difficiles. Remarqué par son professeur, le père Noël Mailloux, il reçoit, à 28 ans, une bourse pour aller étudier la psychanalyse avec Anna Freud à Londres,,.
André Lussier arrive à Londres en 1950, alors que retombe à peine la poussière de l'affrontement entre le groupe d'Anna Freud et celui de Mélanie Klein qui faillit conduire à un schisme dans le mouvement psychanalytique. À l'invitation d'Anna Freud, André Lussier étudie simultanément au Anna Freud Center et au British Institute of Psychoanalysis d'allégeance kleinienne. Conséquemment, deux de ses quatre analystes (didacticiens) sont des kleiniens. Lussier est supervisé par des maîtres de deux allégeances, mais également par Donald Winnicott, dont il gardera une profonde impression. À cette époque, Anna Freud lui confie aussi le premier traitement psychanalytique d’un enfant handicapé par la thalidomide. Il publie à ce sujet « Simultaneous analysis of mother and child conjointement avec Dorothy Burlingham, en 1960, dans la revue Psychoanalytic Study of the child. André Lussier devait rester à Londres un an. Avec quelques complicités, et l'aide financière d'Anna Freud, dont il est le protégé, il y restera 4 ans,,.
À son retour de Londres, il s’implique activement dans la Société canadienne de psychanalyse qui vient d'être fondée et devient psychanalyste didacticien de l’Institut canadien de psychanalyse. Il amorce aussi ses études de doctorat dont il ne soutiendra la thèse qu'en 1975. Avec Gabrielle Clerk, sera pourtant immédiatement recruté par le père Noël Mailloux comme professeur de psychologie à l'université de Montréal. Durant les années 1960, André Lussier sera un des rares psychanalystes au Québec à prendre position sur la place publique sur des questions litigieuses d'ordre social ,,.
Il est le frère d'Irénée Lussier recteur de l'université de Montréal de 1955 à 1965.

## Contributions
Alors qu'apparaissent à peine les premières pousses de ce qui deviendra la « Révolution tranquille » québécoise, le jeune psychanalyste André Lussier publie quatre articles sur les questions sociales que soulève une société des années 1960 en mal de transformations. C’est ainsi qu'Il publie Les dessous inconscients de la censure (1960a), La peine de mort : écho du meurtre (1961b), Notre école confessionnelle et l’enfant (1961a) et Essai sur l’éducation sexuelle offerte par les religieux et les religieuses (1964). Ces articles vont provoquer d'importantes réactions favorables et défavorables,. Lussier sera l'objet d'un feu roulant de dénonciations publiques et de pamphlets diffamatoires. À ce sujet, Louis Brunet (2001)  observe : « André Lussier démasque l’intolérance, la peine de mort, la censure et la violence faite aux femmes à partir des outils et des connaissances de la psychanalyse. Il démasque particulièrement les conditions intrapsychiques de l’intolérance, de la projection, du clivage et de l’utilisation du bouc émissaire. » p 148 L'équilibre des forces politiques et sociales penchera finalement en sa faveur,. Il sera invité par le gouvernement de Jean Lesage à devenir membre du « comité Régis » dont le rapport inspirera la réforme de la loi sur la censure au Québec.

## Distinctions
|      | PRIX               |                                    |
| 1996 | Sigourney Award    |                                    |
| 1996 | Prix Noël-Mailloux | Ordre des psychologues du Québec   |
| 2000 | Mention d’honneur  | Société canadienne de psychanalyse |

## Publications
- (Avec Dorothy Burlingham) (1955) Simultaneous analysis of mother and child. Psychoanalytic Study of the Child, vol. X, 165-196.
- (1960a) Les dessous inconscients de la censure. Cité libre, 28.
- (1960b) The analysis of a boy with congenital deformity. Psychoanalytic Study of the Child, vol XV, 430-453.
- (1961a) Notre école confessionnelle et l'enfant. Justice et paix scolaire. Éd. du jour.
- (1961b) Sur la peine de mort. Cité Libre.
- (1962) Mémoire du comité provisoire pour l’étude de la censure du cinéma. (Comité constitué par arrêté en conseil et chargé de préparer des recommandations pour la réforme de la loi). Gouvernement du Québec. 82 p. et annexes.
- (1965) Psychanalyse et morale dans les difficultés conjugales. Mariage et célibat. Éd. Cerf.
- (1969a) Évaluation des candidats à la promotion psychanalytique. Études freudiennes, 1-2, 95-111, Denoël.
- (1969b) Le père, le complexe d'Œdipe et le point de vue structural. Interprétation, 137-170.
- (1972) On aggression. International Journal of Psycho-anaIysis, 53, (1) 13-21.
- (1974) On perversion, idealization and sublimation. International Journal of Psycho-anaIysis, 55 (3), 359-364.
- (1980a) Sur les positions de H. Kohut et la nouvelle psychologie du self élaborations thématiques. Psychanalyse à l’Université, 6 (21), 53-76.
- (1980b) The physical handicap and the body ego. International Journal of Psycho-anaIysis., 61, 179-186.
- (1983). Les déviations du désir. Étude sur le fétichisme. Revue française de psychanalyse. XLVII, 19-142.
- (1987). Le ‘feu sacré’: De la psychologie à la psychanalyse. Frayage 3, p. 27-46.
- (1988). The limitations of the object relations model, Psychoanalytic Quarterly, LVII, 528-546.
- (1989). Critique of the “common ground” perspective. International Journal of Psycho-anaIysis.
- (1992). Notre idéologie de formation, Revue française de psychanalyse, LVI, 2, 483-490.
- (1994). L'idéal thérapeutique et le thérapeute idéal. Revue québécoise de psychologie, 15, no 1, 7-26.
- (1995) L’objet et le rien, Trans, 43-51.
- (1997). Les visages de l’intolérance au Québec. Textes d’hier et d’aujourd’hui, Sillery, Septentrion.
- (2000a). L’avenir d’une désillusion ou l’ombre de la folie. L’avenir d’une désillusion, Paris, Puf, 119-135.
- (2000b). Le destin. Commentaires sur la communication du Dr Maurizio Balsamo, Filigrane, 9, 1, 123-128.
- (2000c). Libres propos sur l’histoire et l’évolution de la Société Psychanalytique de Montréal (Conférence faite à la SPP le 26 janvier 2000), Bulletin de la Société Psychanalytique de Paris, 56.
- (2000d). « Réflexion d’un pur impur », Bulletin de la Société psychanalytique de Paris, 57, 133-139.
- (2000e). The dead mother. Variations on a theme. In G. Kohen éd. : The dead mother, the work of André Green, Londres, Routledge, 149-163.
- (2002). Le Nationalisme québécois sur le divan, Fides.
- (2006) La Gloire et la faute, Essai psychanalytique sur le conflit qui oppose narcissisme et culpabilité. Presses de l'Université du Québec, 208 p.  (ISBN 2-7605-1399-8)
- (2012) Un psychanalyste dans son siècle. Éd Del Dusso, 302 p.  (ISBN 978-2-923792-11-8).